# Hotel Prem
Koordinaten: 53° 33′ 40,1″ N, 10° 0′ 50,5″ O
Das Hotel Prem war ein Hotel in Hamburg. Es lag direkt an der Außenalster im Stadtteil St. Georg an der Straße An der Alster 9 und war eine der ersten Adressen Hamburgs. Auch das hoteleigene Gourmetrestaurant „La Mer“ hatte einen ausgezeichneten Ruf inne. 2006 wurde das Gebäude bis auf die denkmalgeschützte Fassade abgebrochen und durch Bürohaus-Neubau ersetzt.

## Geschichte

### Die ersten Jahrzehnte
Das Hotel Prem bestand von 1912 bis zu seiner Schließung im Jahre 2005 aus einem etwa 1830 gebauten Ensemble aus drei weißen Patriziervillen an der Außenalster. Gegründet wurde das Hotel im Jahre 1912 vom gebürtigen Wiener Rudolf Prem, indem er die drei nebeneinander liegenden Patrizierhäuser erwarb und zusammenlegte. Rudolf Prem starb 1959, und seine Frau Hanna führte das weiße Haus bis 1973 fort. Danach wurde es verpachtet.
Das 54-Zimmer-Haus mit drei Suiten war bekannt durch seine über Jahre von Rudolf Prem zusammengetragene Einrichtung mit wertvollen Antiquitäten, kostbarem Porzellan, echten Teppichen, Uhren und Gemälden. Ein besonderer Schatz war ein für den russischen Zaren bestimmtes Schlafzimmer. Rudolf Prem hatte es 1917 im Hafen ersteigert – es war wegen der Revolution nie ausgeliefert worden. Seitdem konnte der verwöhnte Gast auf Wunsch im Zarenzimmer schlafen. Auch das Lieblingszimmer von Zarah Leander trug später ihren Namen.
Lange Zeit galt die Luxusherberge als Geheimtipp in Hamburg. Viele große und illustre Persönlichkeiten sind in der weißen Patriziervilla abgestiegen, um deren Annehmlichkeiten zu genießen. Bundeskanzler Konrad Adenauer, der 18-mal im Prem wohnte, zum Beispiel war als höflich und reserviert bekannt. Man sagte, er ließ sich heißes Wasser auf sein Zimmer bringen, um dort eigenen Pulverkaffee zu bereiten. Der aus Sachsen stammende Gast Curt Goetz schrieb 1949 ins Gästebuch: „Wie anjenähm und wie bequäm / is doch das Läm im Haus Bräm! / Die Zimmer gemüdlich, die Mädchen so niedlich und alles so friedlich da tut mer sich güdlich ...“

### Die letzten Jahre
Von 1983 bis zu ihrem Tod im November 1998 wurde das Hotel von Hanna Prem, „Maiglöckchen“ genannt, und von dem Pächter Ulrich Voit geführt, der auch den Hotelgarten wieder bekannt machte. Nach Hanna Prems Tod im Alter von 96 Jahren spielten die Erben mit dem Gedanken, das Hotel zu verkaufen. Ulrich Voit konnte das zunächst verhindern. Nach seiner Erkrankung im April 2005 wurde das „La Mer“ geschlossen. Nach dem Tod Voits im August 2005 wurde das Hotel verkauft. Die letzte Direktorin, Frau Carmen Rösler-Voit, ging mit den verbliebenen Mitarbeitern in ein anderes Hotel.

## Küche
Von Hans Albers wird berichtet, er schwärmte für die „Seezunge Müllerin“ und Zarah Leander aß am liebsten am Tisch zubereitetes Tatar. Stammgast Konrad Adenauer bestellte immer wieder sein Lieblingsgericht, Holsteiner Katenschinken. Obgleich die Küche des Prem lange auch ohne Sternegastronomie einen guten Ruf genoss, gelang es 1993 Rainer Wolter, Chefkoch des Restaurants „La Mer“, einen Michelin-Stern ins Haus zu holen.

## Bekannte Gäste
- Konrad Adenauer
- Hans Albers
- Werner Finck
- Curt Goetz
- Schauspielerfamilie Hörbiger
- Helmut Käutner
- Klaus Kinski
- Oskar Kokoschka
- Zarah Leander
- Hans Moser
- Benjamin von Stuckrad-Barre
- Max Warburg

## Neubau
Nach dem Verkauf des Hotels durch die „Hanna Prem KG“ an die „Hochtief Projektentwicklung“ wurden im Jahre 2006 die alten Gebäude bis auf die denkmalgeschützten Fassaden des legendären Hotels abgebrochen. Sie wurden durch einen 20 Millionen Euro teuren Bürohaus-Neubau ersetzt. Im April 2009 wurde das neue Gebäude durch die Hansa Treuhand Gruppe, zu der unter anderem die Reedereien Hansa Shipping und Seacloud Cruises gehören, bezogen.